# Lâu đài Dzików
Lâu đài Dzików trong Tarnobrzeg, hoặc Lâu đài gia đìnhTarnowski ở Dzików (tiếng Ba Lan: Zamek Dzikowski w Tarnobrzegu) là một lâu đài thế kỷ 15 (hoặc có lẽ là thế kỷ 14) với khu phức hợp công viên và vườn, nằm ở Tarnobrzeg, Ba Lan.

## Liên minh Dzików
Lâu đài là một địa điểm của Liên minh Dzików ngày 5 tháng 11 năm 1734, do Adam Tarło, starosta từ Jasło, tổ chức để phục hồi Stanisław Leszczyński làm vua Ba Lan sau cái chết của August II kẻ mạnh Ba Lan. Tuy nhiên, Leszczyński đã từ chức chỉ huy của mình trong liên minh,không tin vào thành công của nó chống lại sự vượt trội của quân đội Saxon và Nga. Ông chỉ giới hạn mình trong việc kêu gọi hỗ trợ từ Pháp, Thụy Điển, Thổ Nhĩ Kỳ và Phổ, nhưng cuối cùng không nhận được bất kỳ sự hỗ trợ nào. Do đó, Leszczyński đồng ý thoái vị vào ngày 26 tháng 1 năm 1736; và, như một dấu hiệu của lòng biết ơn, đã nhận được quyền sử dụng danh hiệu hoàng gia vĩnh viễn. Liên minh Dzików kết thúc trong thất bại.

## Bộ sưu tập nghệ thuật

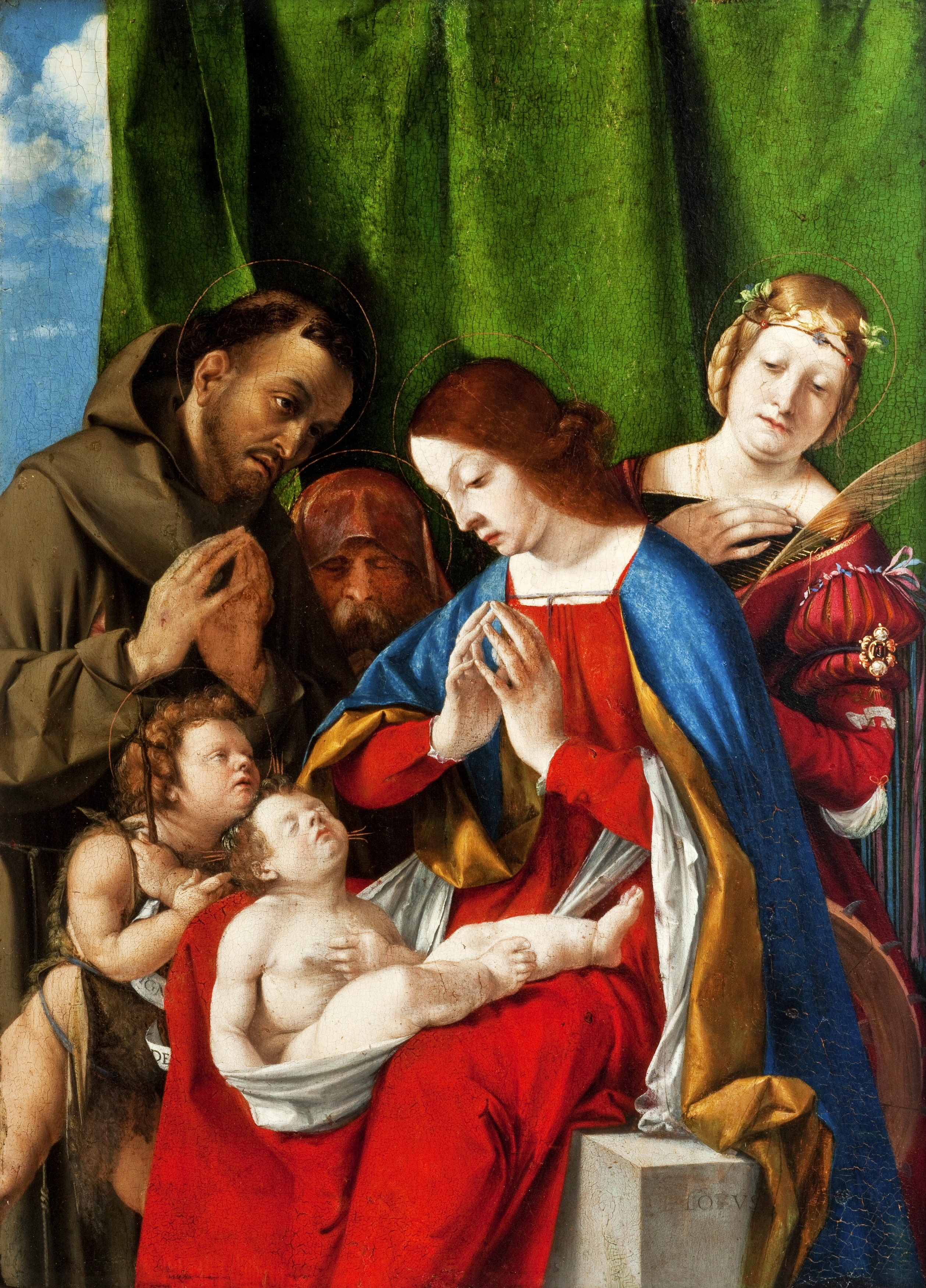
Sự đáng yêu của đứa trẻ, Lorenzo Lotto

Trong những năm qua, gia đình Tarnowski đã có được một bộ sưu tập nghệ thuật ấn tượng nằm trong Lâu đài. Vào thế kỷ 19, có 250 bức tranh ở đó, trong số những bức khác của Titian, Rubens, Rembrandt, Jacek Malczewski và Jan Matejko. Ngoài các bức tranh còn có các bản in có giá trị ở đó bao gồm bản sao cũ nhất của "Biên niên sử Ba Lan" của Gallus Anorusus, bản thảo " Pan Tadeusz " của Adam Mickiewicz, bản sao đầu tiên của Bogurodzica, Biên niên sử gốc của Wincenty Kadłubek Tuy nhiên, với chiến tranh thế giới, một vấn đề về hình ảnh của Rembrandt là  "Lisowchot" nổi tiếng. Một trong những hình ảnh có giá trị nhất ở Ba Lan đã được tìm thấy trong các bộ sưu tập của Dzikovia Tarnowski. Năm 1910, nó đã được bán và mang đi New York, bất chấp các cuộc biểu tình công khai. Trong cuộc chiến tranh kho báu vô giá của văn hóa dân tộc và châu Âu đã được cất giấu cẩn thận ở Dzików, cũng như gửi vào Bảo tàng Quốc gia ở Warsaw và Ossolineum ở Lwów. Sau đó tất cả các loại của các tổ chức nhà nước tịch thu chúng, ví dụ như họ đang ở trong một lâu đài Lancut, gần 500 hiện vật triển lãm xung quanh Dzikowia, và trong Rzeszów bảo tàng có hơn 80 vật. Phần ký gửi chỉ còn lại khan hiếm ở phương Tây, khá nhiều tuy nhiên nó đã bị mất tích không dấu vết với các khu vực phía đông bị Liên Xô chiếm giữ.
Vào năm 1974, một rương kho báu đã được phát hiện trong các tầng hầm của cung điện bao gồm các bộ sưu tập bạc cũ với một số lượng đáng kể các cổ vật Ba Lan quý giá. Toàn bộ lô được chuyển đến Lâu đài ở Łańcut.

## Hiện tại
Từ năm 2007, cung điện đã được cải tạo. Mái nhà đã được thay thế, nền móng mới được đặt, tầng hầm lâu đài đã được sửa chữa. Lần đầu tiên có thể xem ba triển lãm mới: "Lịch sử cổ đại của Tarnobrzeg", "Gốm sứ Miechocin" và "Lịch sử của lâu đài ở Dzikovia".
Trong tương lai gần (2011), toàn bộ bộ sưu tập của Bảo tàng Lịch sử Thành phố Tarnobrzeg (tiếng Ba Lan: Muzeum Historyczne Miasta Tarnobrzega) sẽ được chuyển đến lâu đài. Bảo tàng, dưới sự chỉ đạo của Adam Wójcik và bảo trợ của Thành phố Tarnobrzeg, được thành lập tại lâu đài vào năm 2009.

## Hình ảnh lưu trữ

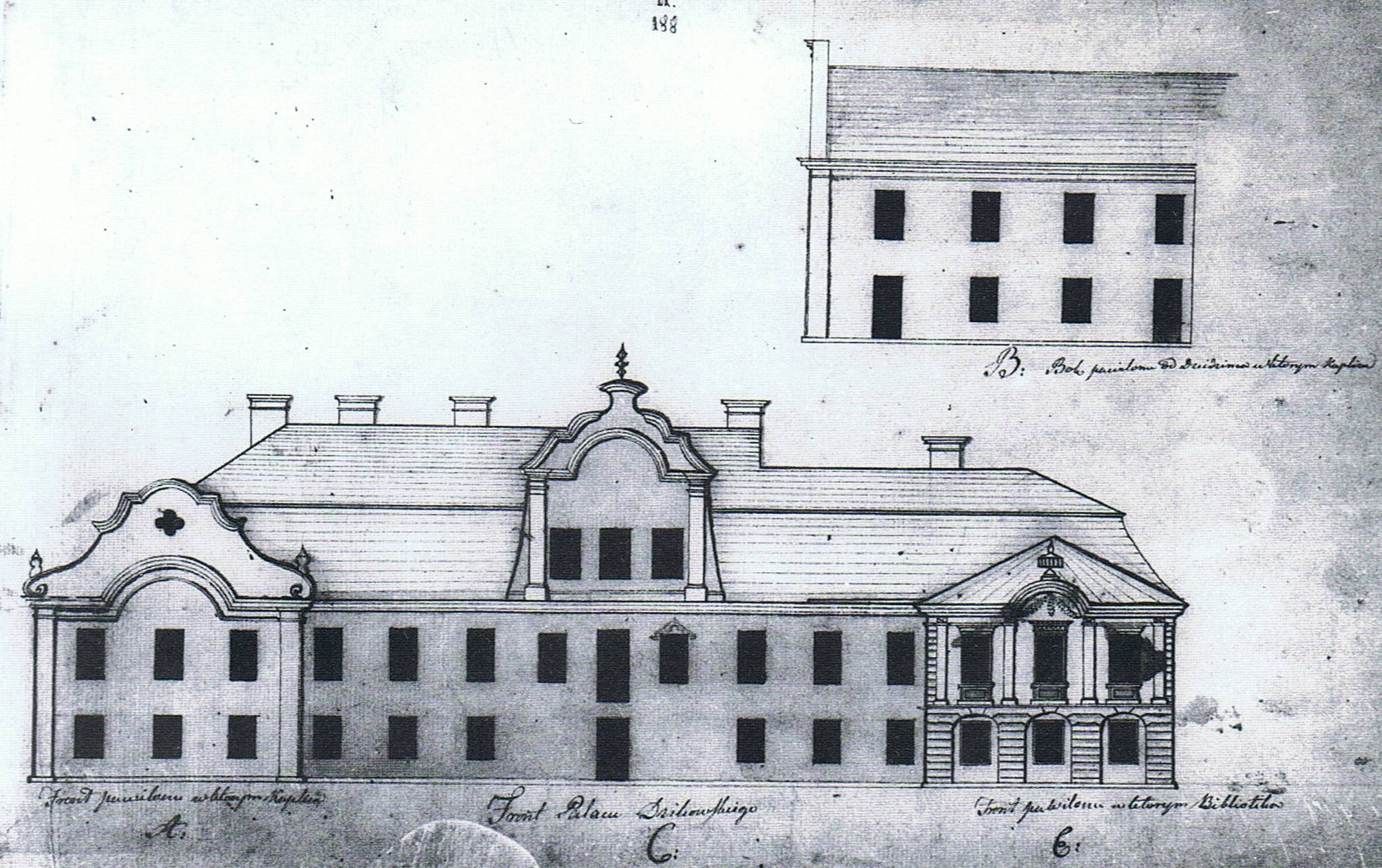
1775-1834
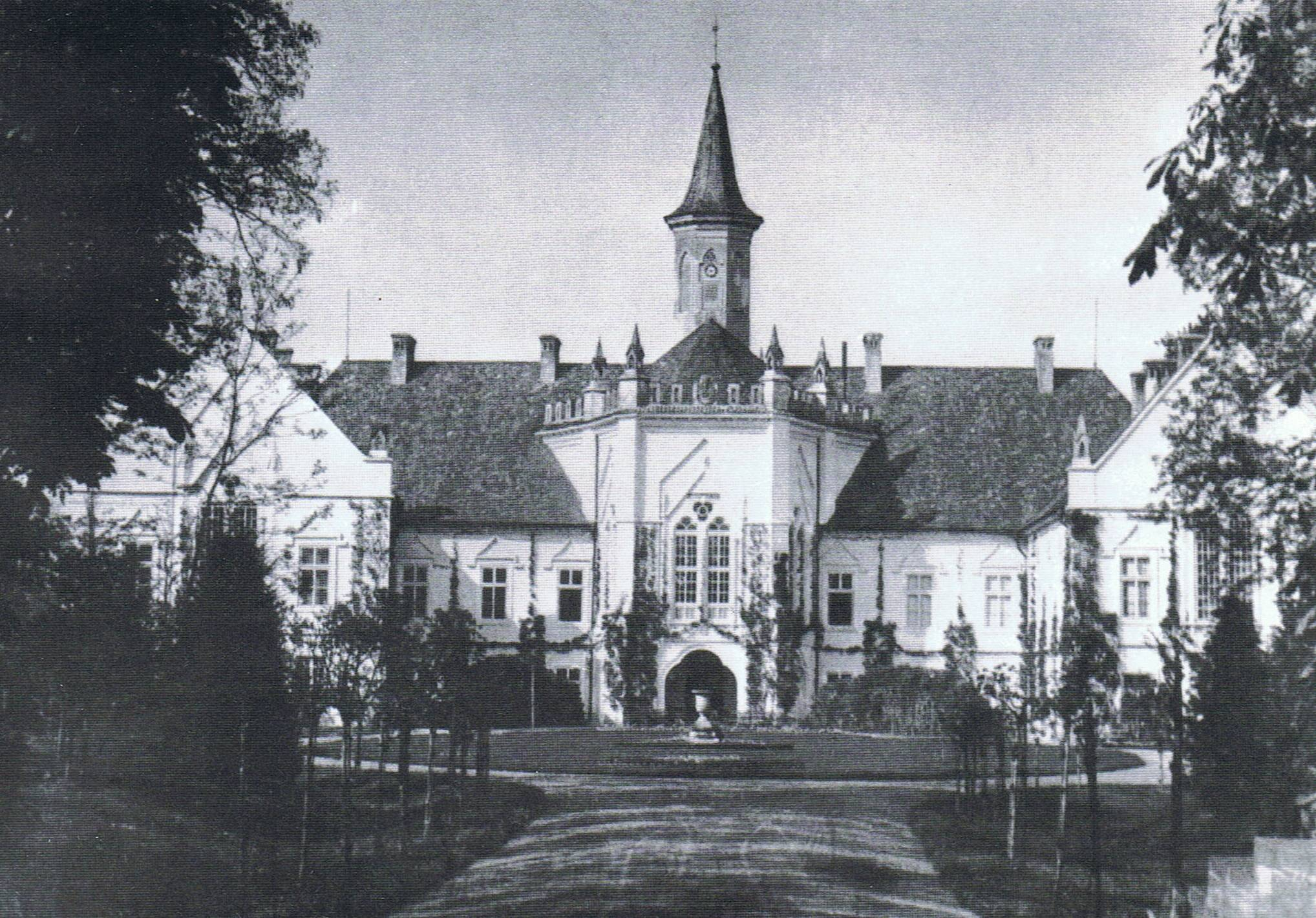
1835-1912
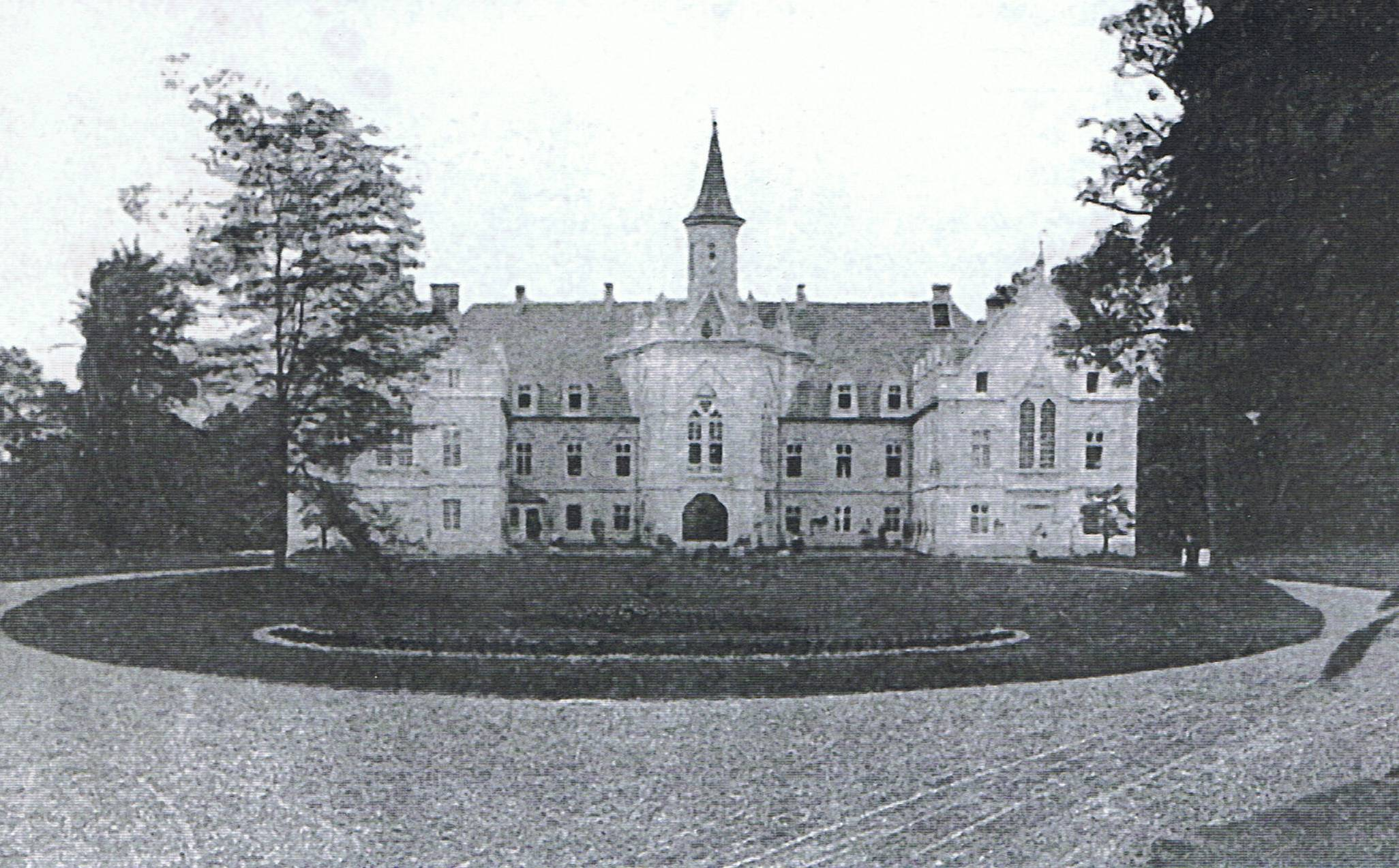
1913 - 1927
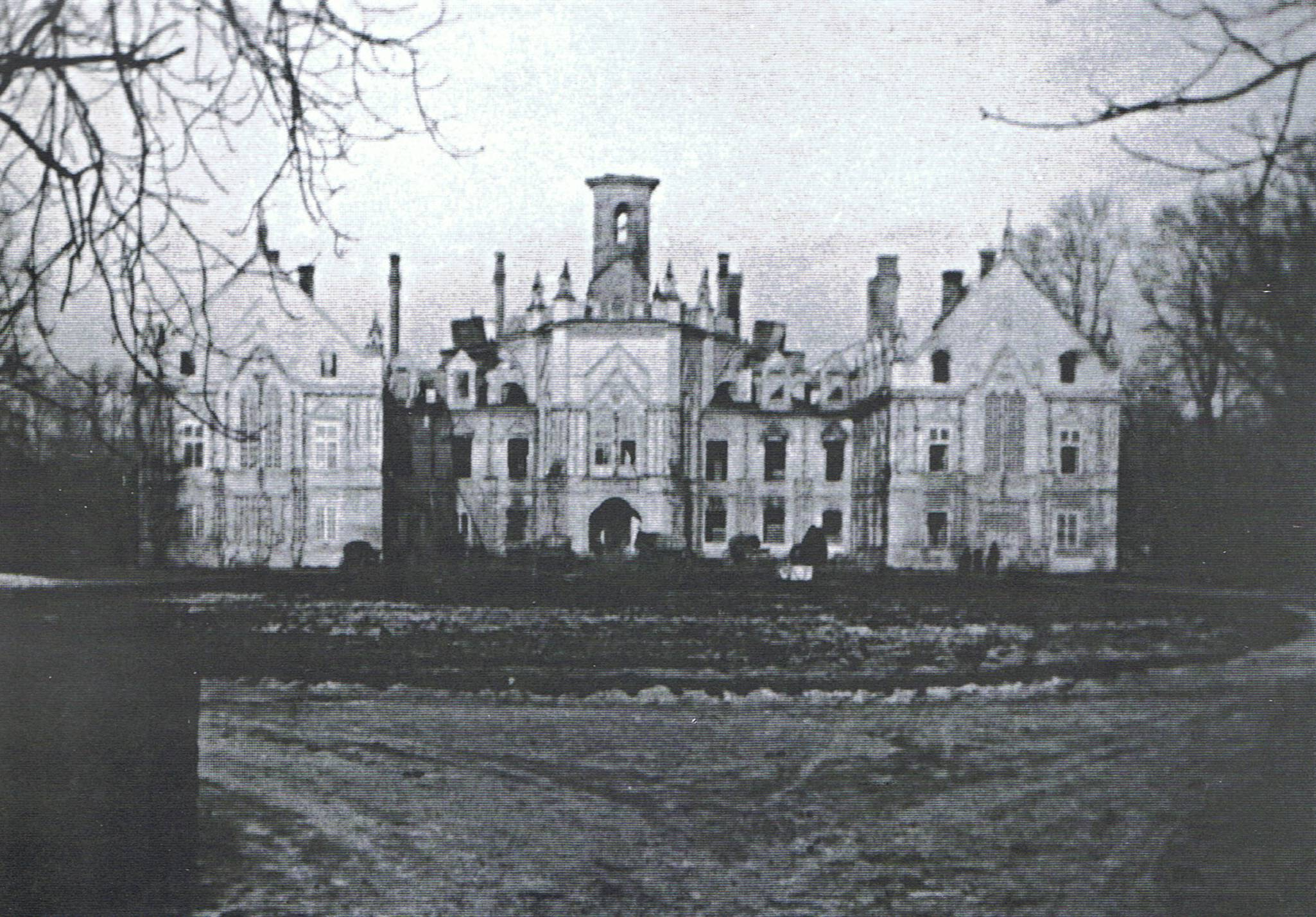
1927
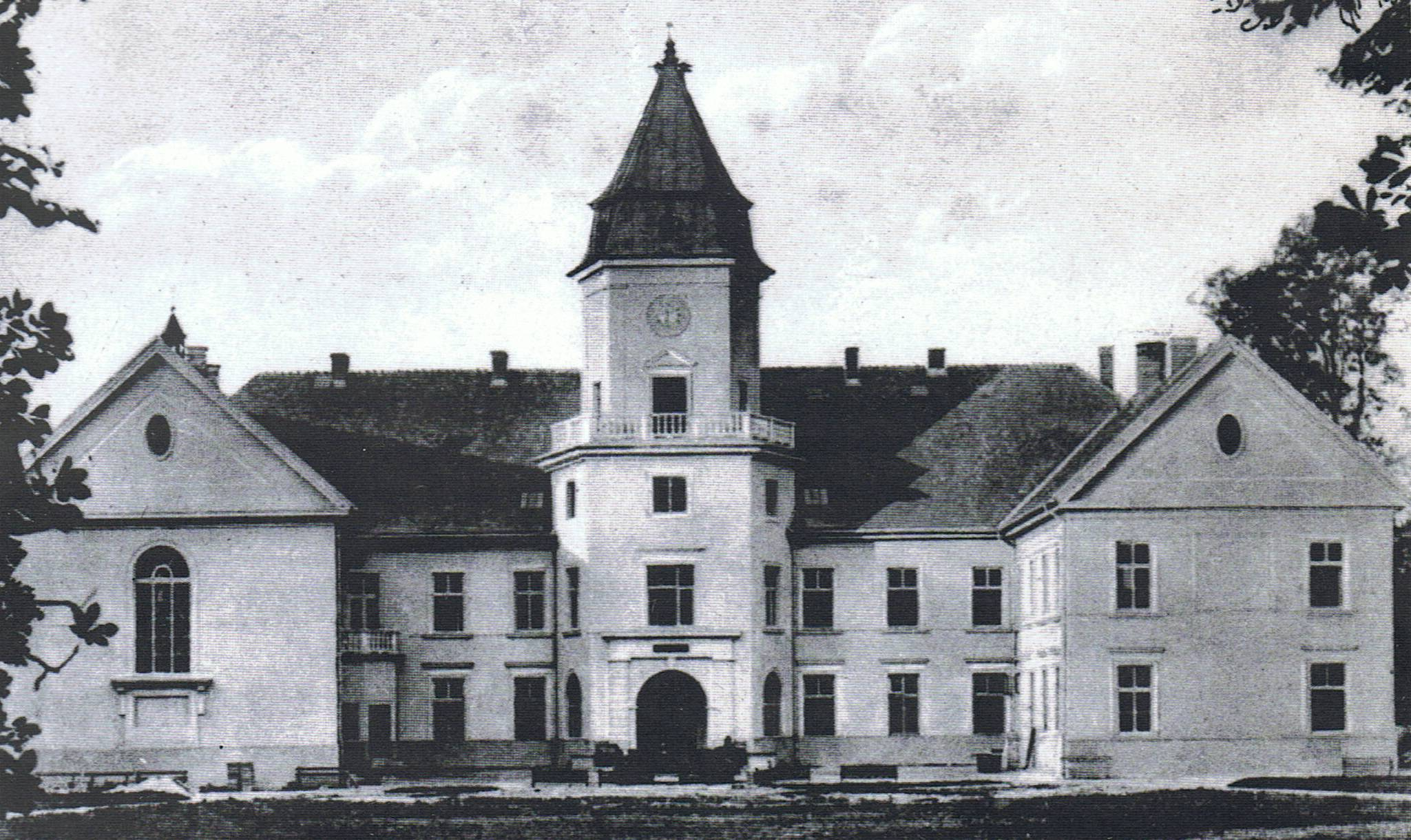
1930